# Ośrodek Organizacyjny Broni Pancernej
Ośrodek Organizacyjny Broni Pancernej – oddział broni pancernych Polskich Sił Zbrojnych.

## Formowanie
W styczniu ukazał się rozkaz dowódcy armii o rozbudowie wojska. Dowódca broni pancernej major Stanisław Szostak rozkazem z 15 stycznia 1942 roku zarządził utworzenie Ośrodka Organizacyjnego Broni Pancernej z 5 i 6 Batalionu Pancernego Centrum Wyszkolenia Broni Pancernej. Na miejsce formowania ośrodka wyznaczono rejon Karabałt koło Frunze. Pierwszy rozkaz dzienny ośrodka wydany został 16 marca 1942 roku.

### Grupa organizacyjna ośrodka
- dowódca – p.o. kpt. br. panc. Bronisław Rafalski
- zastępca dowódcy – kpt. Kazimierz Rosen-Zawadzki (dotychczasowy dowódca 5 bpanc)
- adiutant – ppor. Jerzy Orzeszko
- oficer techniczny i zaopatrzenia – p.o. st. majster wojskowy Tadeusz Majewski
- oficer ewidencyjno-personalny – p.o. chor. Kazimierz Kuźniarski
- szef kancelarii – plut. Zdzisław Świerczyński
- naczelny lekarz OOBP – mjr dr Leon Kelle
- referat kulturalno-oświatowy – por. Henryk Kleinert[b]
- kwatermistrz – por. Józef Czepul (vel Czepula)
- oficer żywnościowy – p.o. chor. Tomasz Piekiełko
- oficer materiałowy – st. majster wojskowy Michał Lech
- oficer gospodarczy – p.o. chor. Donat Ruperunos.
- dowódca kompanii administracyjno-gospodarczej – Wincenty Arcisz
- dowódca kompanii warsztatowej – p.o. st. majster wojskowy Edmund Szelesta.

Ośrodkowi podlegały służbowo i gospodarczo także inne jednostki.
25 marca 1942 roku wyznaczono następującą obsadę batalionów i kompanii: 
- dowódca 1 batalionu czołgów – kpt. br. panc. Mieczysław Kosiewicz

dowódca 1 kompanii – por. kaw. Jan Czarnowski
młodszy oficer – ppor. kaw. Henryk Jacewicz
dowódca 2 kompanii – por. Tadeusz Szafnicki (por. Tadeusz Trejdosiewicz)
młodszy oficer – ppor. Tadeusz Siczek
dowódca 3 kompanii – por. kaw. Jak Bik
- dowódca 2 batalionu czołgów – kpt. br. panc. Antoni Dzięciołowski

dowódca 4 kompanii – por. Janusz Wiszniewski
młodszy oficer – ppor. Zygmunt Wierciński
dowódca 5 kompanii – ppor. Bohdan Józefowski
młodszy oficer – ppor. piech. Henryk Brauliński
dowódca 6 kompanii – ppor. Stanisław Szułowicz (początkowo ppor. Zygmunt Wierciński)
młodszy oficer – chor. Walenty Śliwiński
p.o. dowódcy batalionu szkolnego- por. br. panc. Henryk Kleinert (vel Klainert)
dowódca kompanii warsztatowej – por. Aleksander Dackowski
młodszy oficer – ppor. Władysław Gryziński
dowódca kompanii administracyjno-gospodarczej – por. Wincenty Arcin
dowódca kompanii łączności – por. Teofil Czarnecki
dowódca kompanii poborowej – por. kaw. Andrzej Gromadzki
młodszy oficer – chor. Tomczak

## Na Bliskim Wschodzie
24 marca 1942 roku w Starej Mikołajówce rozpoczęto planowanie przemieszczenia ośrodka na Bliski Wschód. 27 marca oddziały zgrupowały się na stacji Karabałt, a 28 marca o 8.00 przez Ługowoja, Arys, Taszkent, Samarkandę, Aizchubad wyruszono do Krasnowodska. 1 kwietnia zaokrętowano żołnierzy na pokładzie statku – cysterny „Profintescu”. W związku z chorobą dowódcy OOBP 25 marca 1942 roku obowiązki pełnił kpt. Kazimierz Rosen-Zawadzki. W Wielki Piątek rano statek rzucił kotwicę przed wejściem do portu Pahlewi w Persji. Pododdziały zakwaterowano na plaży. Zarządzono kąpiel i dezynfekcję. 14 kwietnia 1942 Ośrodek transportem kołowym przegrupował się w okolice Teheranu. Dalej droga wiodła do Ahwazu. Tam to 20 kwietnia przeprowadzono kolejną reorganizację.

### Struktura organizacyjna ośrodka
dowódca – kpt. br. panc. Bronisław Rafalski
- zastępca dowódcy OOBP – kpt. br. panc. Kazimierz Rosen-Zawadzki
- adiutant – ppor. br. panc. Jerzy Orzeszko
- dowódca plutonu sztabowego – por. tab. Wincenty Arcisz
- kwatermistrz – por. Józef Czepul
- oficer ewidencyjno-gospodarczy – por. kaw. Jan Czarnowski
- p.o. oficera technicznego – st. m.w. Tadeusz Majewski
- kapelan – ks. Wacław Krawczyk[c]
- oficer łącznikowy – ppor. Henryk Brauliński[d]
- zbrojmistrz- st. majster wojskowy Michał Lech (od 21 IV 1942)

1 batalion czołgów: 
- dowódca batalionu – kpt. br. panc. Mieczysław Kosiewicz
- adiutant – por. br. panc. Henryk Kleinert
- dowódca 1 kompanii – ppor. Tadeusz Siczek[e]
- dowódca 2 kompanii – ppor. br. panc. Jan Strycharczyk
- dowódca 3 kompanii – ppor. br. panc. Włodzimierz Zalewski

2 batalion czołgów: 
- dowódca – kpt. br. panc. Antoni Dzięciołowski
- adiutant – ppor. art. Władysław Gryziński
- p.o. dowódcy 4 kompanii – chor. Walenty Śliwiński
- p.o. dowódcy 5 kompanii – ppor. piech. Zygmunt Wierciński
- p.o. dowódcy 6 kompanii – ppor. kaw. Bohdan Józefowski

batalion szkolny (inaczej: 3 batalion czołgów): 
- p.o. dowódcy – por. piech. Edward Krzeczkowski (od 3 lub od 21 V 1942 por. Henryk Kleinert)
- adiutant – ppor. kaw. – Stanisław Szutowicz
- dowódca 7 kompanii – por. łączn. Teofil Czarnecki
- oficerowie młodsi 7 kompanii – ppor. kaw. Henryk Jacewicz, por. br. panc. Bogusław Grudziński
- dowódca 8 kompanii – por. kaw. Andrzej Gromadzki
- oficerowie młodsi 8 kompanii – por. kaw. Tadeusz Trejdosiewicz, ppor. piech. Henryk Brauliński, ppor. piech. Tadeusz Kowalski
- dowódca 9 kompanii – por. kaw. Jan Bik
- oficerowie młodsi 9 kompanii – por. piech. Maksymilian Perła, ppor. Roman Romaniszyn, ppor. Jerzy Słoński

### Dalsze szkolenie
25 kwietnia część ośrodka odjechała do Bender - Szachpur, gdzie zaokrętowano ją na MS „Tunera”. 2 maja statek przycumował w porcie Aden, a następnego dnia odpłynął w dalszą drogę. Polskim żołnierzom powierzono obsadę ośmiu stanowisk karabinów maszynowych obrony przeciwlotniczej statku. Grupą tą dowodził por. Gryziński 8 maja statek zacumował w porcie Tefik koło Suezu. Stąd żołnierze ośrodka odjechali pociągiem do El-Kantara nad Kanałem Sueskim, a po przeprawie byli już w Palestynie. Dalej pancerniacy pojechali na kwatery stałe do obozu Hill 69. Tam też 15 maja do ośrodka dołączył III batalion.
Od 12 maja obowiązywał w nim następujący rozkład dnia:
5:00 - pobudka
5:00 - 6:30 - gimnastyka, mycie, sprzątanie, modlitwa, śniadanie
6:30 - 9:30- ćwiczenia według programu
9:30 - 11:00 - czas do dyspozycji dowódców batalionów
11:00 - 12:30 - czas wolny
12:30 - 13:00 - drugie śniadanie
13:00- 16:00-czas wolny
16:00 - 18:00 - ćwiczenia
18:30-19:30- obiad
20:00 - 21:00 - czas wolny
21:00 - capstrzyk
Pierwsze podniesienie flagi w obozie Hill 69 odbyło się o 8.00 21 maja. Wzięły w niej udział delegacje pułków piechoty 19 i 21, 11 pułku artylerii lekkiej, 11 batalionu łączności, 11 oddziału rozpoznawczego, Centrum Wyszkolenia Broni Pancernej oraz Ośrodka Organizacyjnego Broni Pancernej. Od tego dnia flaga podnoszona była o 7.00, a opuszczana o 20.00.
Dowództwo przykładało wielka wagę do dyscypliny. W jednym z rozkazów można przeczytać:

Podkreślam, że żołnierze broni pancernej winni zawsze być na wysokości honoru żołnierskiego i zachowywać się tak by obserwujące nas narody obce mogły mieć o Polakach jak najlepszą opinię. Od nas, żołnierzy polskich zależy przyszłość Polski na przyszłych konferencjach pokojowych. Jeżeli sprzymierzeńcy nasi stwierdzą, obserwując nas w czasie wojny, że jesteśmy godni pomocy to będziemy mieli tę pomoc i będziemy mieli wielką Polskę, a jeżeli stwierdzą że jesteśmy zgrają nie zdyscyplinowaną to nas zignorują. Dlatego też uprzedzam, że w stosunku do żołnierzy niezdyscyplinowanych, żołnierzy nie godnych miana „Pancerniaków” będę bezwzględny i wytępię tych, którzy w ten lub inny sposób będą plamili dobre imię broni pancernej

.

## Przekształcenia
Ośrodek Organizacyjny Broni Pancernej → Batalion Zapasowy Czołgów (22.06. 1943 – 14.04. 1944) → Ośrodek Zapasowy Broni Pancernej → 7 Pułk Pancerny (PSZ)